# MTV Unplugged (album Kayah)
MTV Unplugged – album koncertowy MTV Unplugged Kayah wydany 23 marca 2007 roku.

## O płycie
Nagranie z udziałem Kayah było pierwszym tego typu występem w Polsce. Album osiągnął 4. miejsce na liście sprzedaży OLiS i w lipcu 2007 roku pokrył się złotem za sprzedaż ponad 15 tysięcy egzemplarzy. Jest to pierwszy krążek artystki wydany przez jej własną wytwórnię Kayax.
Zapis pierwszego polskiego koncertu z serii MTV Unplugged odbył się 28 listopada 2006 roku w łódzkim studio filmowym TOYA. Kayah wykonała zarówno takie znane utwory jak „Testosteron”, czy „Na językach”, oraz piosenki zupełnie premierowe, pochodzące z przygotowywanego wówczas na jesień 2007 roku albumu Skała („Lśnię”, „Co ich to obchodzi”). Wśród specjalnych gości pojawili się: Anna Maria Jopek (w utworze „Kiedy mówisz”), beatboxer Chesney Snow (w piosence „Na językach”), kwartet smyczkowy 4-te, kubański perkusista Ariel Silva Valdes oraz kubańska wokalistka Omniris Casuso Valdes. Oprócz stałego zespołu Kayah, wystąpili również Krzysztof Herdzin, Marek Podkowa, Michał Grymuza, Adam „Szabas” Kowalewski. Niespodzianką był także udział Kasi Kurzawskiej (zespół SOFA) i Kasi Wilk w chórkach artystki. Koncert na żywo obejrzało nieco ponad 200 osób (fanów artystki, dziennikarzy), wśród których byli także: Michał Urbaniak, Tatiana Okupnik, część muzyków Blue Café, SOFA, Sebastian Karpiel-Bułecka i Bartek Królik z zespołu Sistars. Koncert MTV Unplugged z udziałem Kayah miał swoją telewizyjną premierę w polskim kanale MTV 21 grudnia 2006 roku.
Jednocześnie wydano płytę DVD z filmowym zapisem koncertu (pierwsze wydawnictwo Kayah na tym nośniku) oraz  edycję specjalną zawierającą CD i DVD. Na DVD znalazły się dwa utwory, których nie ma na płycie CD: „Negue”, który w oryginale śpiewała brazylijska piosenkarka Maria Bethânia oraz piosenka znana z płyty Zebra – „Cicho tu”.

## Lista utworów
| #   | Tytuł                                   | Długość |
| --- | --------------------------------------- | ------- |
| 1.  | „Lśnię”                                 | 2:03    |
| 2.  | „Co ich to obchodzi”                    | 2:01    |
| 3.  | „Nie wiedziałam”                        | 5:33    |
| 4.  | „Santana”                               | 5:20    |
| 5.  | „Dzielę na pół”                         | 6:45    |
| 6.  | „Trudno kochać”                         | 3:58    |
| 7.  | „Jestem kamieniem”                      | 3:41    |
| 8.  | „Testosteron”                           | 3:59    |
| 9.  | „Na językach” (gośc. Chesney Snow)      | 5:48    |
| 10. | „Get Down on It”                        | 4:56    |
| 11. | „Kiedy mówisz” (gośc. Anna Maria Jopek) | 4:48    |
| 12. | „Wszystko się skończyło”                | 7:58    |
|     | BONUSY NA DVD                           |         |
| 13. | „Cicho tu”                              | 7:27    |
| 14. | „Negue”                                 | 4:02    |

Płyta DVD zawiera dodatkowo wywiad z Kayah oraz materiał „making of” z planu koncertu.

## Sprzedaż
| Oficjalna Lista Sprzedaży OLiS |    |    |    |    |    |    |    |    |    |    |    |    |    |    |    |
| Tydzień                        | 01 | 02 | 03 | 04 | 05 | 06 | 07 | 08 | 09 | 10 | 11 | 12 | 13 | 14 | 15 |
| Pozycja                        | 7  | 5  | 4  | 5  | 9  | 11 | 23 | 23 | 36 | 46 | 46 | -  | -  | -  | -  |

- 29.08.2007 r. nagrania uzyskały certyfikat złotej płyty CD oraz złotej płyty DVD[3][4].